# Quintet de vent
Un quintet de vent, de vegades també conegut com a quintet de vent fusta és un grup de cinc instrumentistes d'instruments de vent fusta, normalment flauta travessera, oboè, clarinet, trompa i fagot. El terme també es refereix a una composició per a un grup d'aquestes característiques.
A diferència del quartet de corda que té un timbre perfectament homogeni, hi ha unes diferències considerables entre els instruments del quintet de vent quant a tècnica, trets idiomàtics i timbre. El quintet de vent modern es va difondre a partir del conjunt que tocava a la cort de l'emperador Josep II del Sacre Imperi Romanogermànic a la Viena de finals del segle xviii i que estava integrat per dos oboès, dos clarinets, dues trompes i dos fagots (Suppan 2001). La influència de l'escriptura cambrística de Franz Joseph Haydn que va suggerir que hi podia haver una possibilitats semblants per al vent, i els avenços en la construcció d'aquests instruments en aquell període va expandir-ne les possibilitats en grups reduïts de manera que els compositors van escriure per a conbinacions instrumentals de dimensions menors.
Foren els 24 quintets d'Anton Reicha, començats l'any 1811 i els 9 quintets de Franz Danzi els que van deixar establert el gènere, fins al punt que aquestes peces continuen sent estàndards del repertori de quintet. Tot i que el gènere va caure força en l'oblit durant la segona meitat del segle xix, els compositors al llarg del segle xx han mostrat un renovat interès per aquest i avui en dia el quintet de vent és un dels conjunts de música de cambra estàndards, valorat per la seva versatilitat i per la varietat dels colors i timbres.

## Compositors de quintets de vent
Segle XVIII
- Antonio Rosetti (ca. 1750–1792) Va escriure un quintet per a flauta, oboè, corn anglès, clarinet i fagot

Segle XIX
- Johann Georg Albrechtsberger (1736–1809) Va escriure un quintets per a dos oboès, clarinet, trompa i fagot
- Giuseppe Cambini (1746–1825) Va escriure 3 quintets
- Franz Danzi (1763–1826) Va escriure 9 quintets
- Johann Georg Lickl (1769–1843) Va escriure 1 quintet
- Anton Reicha (1770 – 1836) Va escriure 24 quintets, a més d'alguns moviments solts
- Paul Taffanel (1844–1908) Va escriure 1 quintet
- August Klughardt (1847–1902) Va escriure 1 quintet

Segle XX
- Carl Nielsen (1865–1931)
- Arnold Schönberg (1874–1951)
- Theodor Blumer (1881–1964)
- Wallingford Riegger (1885–1961)
- Heitor Villa-Lobos (1887–1959)
- Jacques Ibert (1890–1962)
- Hendrik Andriessen (1892–1981)
- Darius Milhaud (1892 – 1974)
- Walter Piston (1894–1976)
- Paul Hindemith (1895–1963)
- Roberto Gerhard (1896–1970)
- Ernst Krenek (1900–1991)
- Ferenc Farkas (1905–2000)
- Alec Wilder (1907–1980)
- Elliott Carter (born 1908)
- Samuel Barber (1910–1981)
- Jean Françaix (1912–1997)
- Ingolf Dahl (1912-1970)
- Alvin Etler (1913–1973)
- George Perle (born 1915)
- Vincent Persichetti (1915–1987)
- Peter Racine Fricker (1920–1990)
- Malcolm Arnold (1921-2006)
- György Ligeti (1923–2006)
- Milko Kelemen (born 1924)
- Włodzimierz Kotoński (born 1925)
- Hans Werner Henze (born 1926)
- Barney Childs (1926-2000)
- Frigyes Hidas (1928–2007)
- Karlheinz Stockhausen (1928-2007)
- Donald Martino (1931–2005)
- Ramiro Cortés (1933–1984)
- Peter Schat (1935–2003)
- Eric Ewazen (born 1954)
- Marc Satterwhite (born 1954)

Segle XXI
- Stephen Truelove (born 1946)
- David J. Sosnowski (born 1952)

## Repertori per a quintet de vent destacat
- Agay, Denes, Five Easy Dances
- Andriessen, Jurriaan, Sciarada Spagnuola [Spanish Charade]
- Arnold, Malcolm, Three Shanties, op. 4 (1943)
- Bach, Jan, Skizzen, Highgate Press [Sketches, Highgate Press] (1983)
- Barber, Samuel, Summer Music, op. 31 (1955)
- Baur, Jürg, Quintetto sereno [Serene Quintet] (1957–58)
- Bennett, Richard R., Concerto for Woodwind Quintet
- Berio, Luciano, Wind Quintet (1948)
- Berio, Luciano, Wind Quintet (1950)
- Berio, Luciano, Opus Number Zoo (arranjament de 1951 per a quintet de vent, a partir de l'original de 1950 per a dos clarinets i dues trompes)
- Birtwistle, Harrison, Refrains and Choruses (1957)
- Birtwistle, Harrison, Five Distances (1992)
- Bloch, Waldemar, Serenade (1966)
- Blumer, Theodor, Serenade, Theme and Variations
- Bobesch, Constantin, Paraphrase on "Hora Staccato" (1970)
- Brett, Daniel, Seasonal Rhythms (2006)
- Bottje, Will Gay, Diversions, American Composer's Allianceper a quintet, narrador i piano; text de James Thurber.
- Bozza, Eugene, Scherzo, op. 48
- Bujanovski, Vitali, Quatre cançons tradicionals noruegues, per a quintet i soprano.
- Cambini, Giuseppe Maria, Trois quintetti concertans [Tres quintets concertants](ca. 1802)
  - Quintet no. 1 in B-flat major
  - Quintet no. 2 in D minor
  - Quintet no. 3 in F major
- Carter, Elliott, Quintet (1948)
- Chávez, Carlos, Soli no. 2 (1961)
- Coleman, Valerie, 2 Quintets:
  - "UMOJA" (1999)
  - "Afro-Cuban Concerto (2001)
- Cortés, Ramiro, Tres moviments per a cinc vents (1967–68)
- Dahl, Ingolf, Allegro and Arioso
- Damase, 17 Variations op. 22, (1951)
- Danzi, Franz, 9 Quintets:
  - op. 56, no. 1 in Si bemoll major
  - op. 56, no. 2 in sol menor
  - op. 56, no. 3 in fa major
  - op. 67, no. 1 in sol major
  - op. 67, no. 2 in mi menor
  - op. 67, no. 3 in Mi bemoll major
  - op. 68, no. 1 in la menor
  - op. 68, no. 2 in fa major
  - op. 68, no. 3 in re menor
- du Bois, Rob, Chants et contrepoints (1962)
- Dubois, Pierre Max, Fantasia (1956)
- Etler, Alvin, Concert per a violí i quintet de vent (1958)
- Etler, Alvin, Quintet no. 1 (1955)
- Etler, Alvin, Quintet no. 2 (1957)
- Farkas, Ferenc, Régi magyar táncok a XVII. századból (aka Antiche danze ungheresi del 17. secolo) [Antigues danses hongareses del segle XVII] (1959)
- Farkas, Ferenc, Lavottiana (1968)
- Fine, Irving, Partita (1948)
- Françaix, Jean, Quintette [Quintet] (1933)
- Genzmer, Harald, Bläserquintett [Quintet de vent] no. 1 (1957)
- Genzmer, Harald, Bläserquintett [Quintet de vent] no. 2 (1970)
- Goeb, Roger, Prairie Songs
- Hall, Pauline, Suite for Wind Quintet (1948)
- Hall, Pauline, Quintet, Lyche (1952)
- Harbison, John, Wind Quintet (1979)
- Heiden, Bernhard, Intrada in B-flat major op. 56, for Quintet and alto saxophone (1970)
- Heiden, Bernhard, Sinfonia (1949)
- Heiden, Bernhard, Woodwind Quintet (1965)
- Hidas, Frigyes, Fúvósötös [Quintet de vent] no. 2 (1969)
- Hidas, Frigyes, Fúvósötös [Quintet de vent] no. 3 (1979)
- Hindemith, Paul, Kleine Kammermusik [Petita música de cambra], op. 24, no. 2 (1923)
- Holst, Gustav, Wind Quintet in A flat, Op. 14 (1903)
- Ibert, Jacques, Trois Pieces Bréves [Tres peces curtes]
- Jacob, Gordon, Suite for Wind Quintet, no publicat
- Jacob, Gordon, Sextet for piano and wind quintet (1956)
- Jansons, Andrejs, Suite of Old Lettish Dances
- Kelemen, Milko, Études contrapuntiques [Estudis contrapuntístics] (1959)
- Klemen, Milko, Entrances for wind quintet (1966)
- Klughardt, August, Quintet op. 79
- Koenig, Gottfried Michael, Bläserquintett [Quintet de vent], per a flauta, oboè, corna anglès, clarinet i fagot (1958–59)
- Kotoński, Włodzimierz, Kwintet na instrumenty dęte [Quintet de vent] (1964)
- Kurtág, György, Fúvósötös [Quintet de vent], op. 3 (1959)
- Láng, István, Fúvósötös [Quintet de vent] no. 1 (1964)
- Láng, István, Fúvósötös [Quintet de vent] no. 2 (1965)
- Láng, István, Fúvósötös [Quintet de vent] no. 3 (1975)
- Langton, Fraser, Scottish Visions; Three Sketches for Wind Quintet (2006)
- Ligeti, György, Sechs Bagatellen [6 Bagatel·les] (1953, arranjament de Musica ricercata)
- Ligeti, György, 10 Stücke [10 Peces], per a flauta alto (flauta, flautí), corna anglès (oboè d'amore, oboè), clarinet, trompa i fagot (1968)
- Lunde, Ivar Jr., Une Petite Suite pour cinq [Una petita suite per a cinc]
- Mathias, William, Wind Quintet, op. 22 (1963)
- Milhaud, Darius, La Cheminée du Roi René [lA llar de foc del Rei René]
- Nielsen, Carl, Quintet
- Oldfield, Alan, Solos for Woodwind Quintet
- Paterson, Robert, Wind Quintet (2004)
- Patterson, Paul, Comedy for Five Winds (1972)
- Patterson, Paul, Westerly Winds (1998)
- Perle, George, per a piano i vent (1988)
- Perle, George, Wind Quintet no. 1 (1959)
- Perle, George, Wind Quintet no. 2 (1960)
- Perle, George, Wind Quintet no. 3 (1967)
- Perle, George, Wind Quintet no. 4 (1984), guanyador del premi Pulitzer de música del 1986.
- Persichetti, Vincent, Pastoral, op.21 (1943)
- Persichetti, Vincent, King Lear, op.35, per a quintet de vent, timbales i piano (1948)
- Piazzolla, Astor, Milonga sin palabras [Milonga sense paraules]
- Pierne, Paul, Suite pittoresque [Suite pintoresca]
- Pilss, Carl, Serenade G dur [Serenata en sol major]
- Piston, Walter, Wind Quintet (1956)
- Poulenc, Sextet, for wind quintet and piano (1932–39)
- Reicha, Anton, Quintet op. 91 no. 3
- Reicha, Anton, Wind Quintet in E-flat major, op. 88, no. 2
- Riegger, Wallingford, Concerto, op. 53, for wind quintet and piano (1956)
- Schat, Peter, Improvisations and Symphonies, op. 11 (1960)
- Schönberg, Arnold, Bläserquintett [Wind Quintet], op. 26 (1923–24)
- Stockhausen, Karlheinz, Zeitmaße [Mesures de compàs], per a flauta, oboè, corna anglès, clarinet i fagot(1955–56)
- Stockhausen, Karlheinz, Adieu, für Wolfgang Sebastian Meyer, per a quintet de vent(1966)
- Stockhausen, Karlheinz, Rotary Wind Quintet (1997)
- Taffanel, Paul, Quintet for Wind Instruments
- Tomasi, Henri, Cinq Danses [Cinc danses]
- Truelove, Stephen, Unity String Quintet per a flauta, oboè, corn angles, clarinet i fagot 2006)
- VaIjean, Paul, Dance Suite
- Villa-Lobos, Heitor, Quinteto em forma de chôros, per a flauta, oboès, corn anglès, clarinet i fagot (1928; arranjat per a quintet convencional 1951)

## Quintets de vent preeminents
- Albert Schweitzer Quintet
- Arion Quintett
- Astral Winds
- Aulos Quintet
- Bergen Wind Quintet
- Berlin Philharmonic Wind Quintet (Philharmonisches Bläserquintett Berlin)
- Blaaskwintet van Brussel (aka Quintette à vent de Bruxelles)
- Bläserquintett des Südwestfunks, Baden-Baden
- Bläserquintett des WDR
- Bläserquintett Matej Sarc
- Borealis Wind Quintet (Nominat als Grammy l'any 2006)
- Budapesti Fúvósötös
- Calico Winds
- Carion
- Clarion Wind Quintet
- Copenhagen Wind Quintet
- Danzi-Quintett
- Dorian Wind Quintet
- Dresdner Bläserquintett
- Ensemble Instrumentale à Vent de Paris
- Esterházy Quintett
- Florida Wind Quintet
- Frosunda Quintet
- Imani Winds (Nominat als Grammy l'any 2006)
- Iowa Woodwind Quintet
- Jeunesses Fúvósötös
- Lieurance Woodwind Quintet
- Magyar Fúvósötös (The Hungarian Wind Quintet)
- Moran Quintet
- New London Chamber Ensemble
- New Mexico Woodwind Quintet
- New York Woodwind Quintet
- Pannonia Fúvósötös
- Penta Fúvósötös
- Philadelphia Wind Quintet
- Prairie Winds
- Quintastic!
- Quintet of the Americas
- Quintette à Vent de Paris
- Quintette à Vent Français
- Quintette Moragues
- Quinteto Brasilia
- Quinteto Villa-Lobos
- Soni Ventorum Wind Quintet
- Swiss Wind Quintet
- Tritonus Fúvósötös
- Vento Chiaro
- Quintet de vent de l'Orquestra Simfònica de la Ràdio Nacional Danesa
- The Wingra Quintet
- Zephyros Winds
- Zürcher Bläserquintett (The Zürich Wind Quintet)